# سوني إكسبيريا إل
سوني اكسبيريا ال (بالإنجليزية: Sony Xperia L)‏ هو هاتف ذكي من سوني موبايل كوميونيكيشنز يعمل بنظام أندرويد، طرح في الأسواق في 2013.

## الخصائص
- نظام التشغيل: أندرويد
- الشاشة: إل سي دي 854×480
- الوزن: 137 غرام
- المعالج: 1 جيجا هرتز
- الذاكرة: 1 جيجابايت
- التخزين: 8 جيجابايت